# Ненсі Роман
Ненсі Ґрейс Роман (16 травня 1925 — 25 грудня 2018) — американська астрономка, одна з перших жінок-керівниць у НАСА. Відома як «матір Габбла» за свою роль у плануванні космічного телескопа Габбл. Упродовж всієї кар'єри також активно займалася публічними виступами, освітою й адвокацією жінок у науці.

## Особисте життя
Народилася в місті Нешвіллі, штат Теннессі (США), в сім'ї вчительки музики Джорджії Сміт Роман і геофізика Ірвіна Романа. Через батькову роботу сім'я переїхала в Оклахому невдовзі після її народження. Пізніше переїхали в Х'юстон, штат Нью-Джерсі, далі в Мічиган і Неваду. З 1955 року вона жила у Вашингтоні, округ Колумбія. Ненсі Роман стверджує, що батьки найбільше вплинули на її інтерес до науки.. Поза роботою, вона із задоволенням відвідувала лекції та концерти й була активною членкинею Американської асоціації університетських жінок.

## Освіта
Коли Ненсі Роман виповнилося 11 років, вона зацікавилася астрономією і серед однокласників у Неваді створила астрономічний клуб. Вони збиралися раз на тиждень і читали книжки про сузір'я. Хоча навколишні її здебільшого не підтримували, вже в старшій школі Роман знала, що хоче продовжувати займатися астрономією. Навчалася в Західній середній школі в Балтіморі за прискореною програмою і закінчила її за три роки.
Роман вчилася у коледжі Свотмор і в 1946 році здобула ступінь бакалавра з астрономії. Під час навчання працювала в обсерваторії Спроул. Далі здобула докторський ступінь у цій же галузі в університеті Чикаго в 1949 році. Залишалася в університеті ще впродовж шести років, працюючи в Єркській обсерваторії й іноді подорожуючи до обсерваторії Макдональд в Техасі, де як наукова співробітниця співпрацювала з В. В. Морганом. Дослідницька посада не була постійною, тому Роман стала інструкторкою, а пізніше асистент-професоркою. Зрештою вона залишила роботу в університеті через труднощі для жінки того часу в отриманні дослідницької посади. Роман продовжула співпрацювати зі своєю альма-матер і працювала в Раді керівників Свортморського коледжу з 1980 по 1988 рік.

## Професійна робота

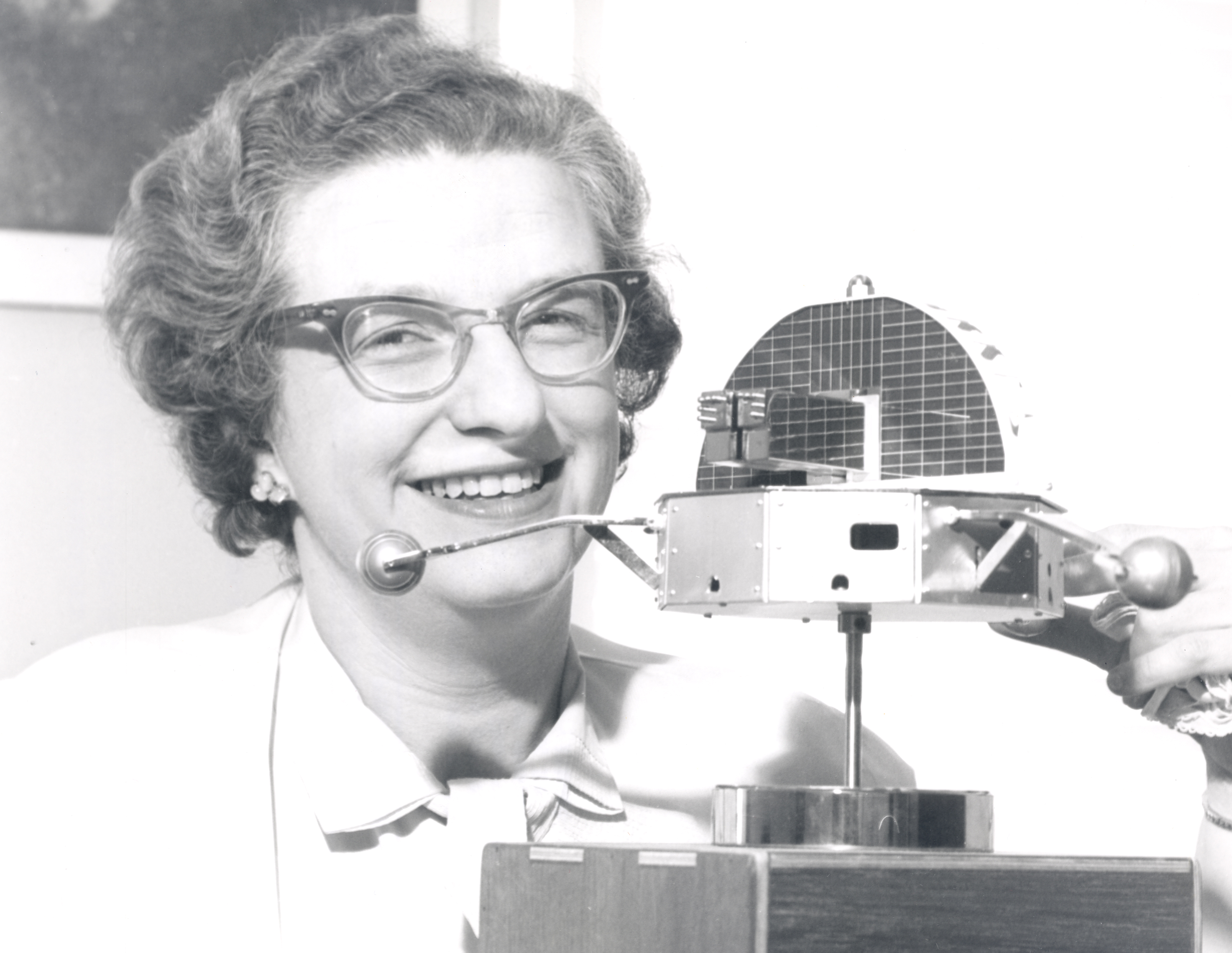
Ненсі Роман з моделлю Орбітальної сонячної обсерваторії

Під час роботи в Єркській обсерваторії при Чиказькому університеті Ненсі Роман спостерігала за зіркою AG Дракона і випадково виявила, що її емісійний спектр повністю змінився з часу попередніх спостережень. Публікацію цього відкриття вона пізніше назвала великою удачею, яка значно підвищила її авторитет у астрономічному товаристві, що посприяло подальшій кар'єрі.
Полишивши Чиказький університет, Роман працювала у Дослідницькій лабораторії Військово-морського флоту США (NRL), а саме в її радіоастрономічній програмі. Робота Роман в NRL включала використання нетеплового спектру та ведення геодезичних робіт У програмі вона стала головою відділу мікрохвильової спектроскопії..

### НАСА
На лекції Гарольда Юрі до Ненсі Роман підійшов Джек Кларк, який запитав, чи знає вона когось, хто б зацікавився створенням програми космічної астрономії в НАСА. Вона сприйняла це як запрошення подати заявку і в результаті отримала цю посаду. Роман стала першим начальником відділу астрономії в Управлінні космічної науки НАСА, започаткувавши саму програму; цим самим вона стала першою жінкою, призначеною на керівну посаду в космічному агентстві. Частиною її роботи було подорожувати по країні і виступати на факультетах астрономії, обговорюючи програму в розробці. Роман також дізнавалася, чого хочуть інші астрономи, й розповідала про переваги спостережень з космосу. Була керівницею відділу астрономії і фізики Сонця в НАСА з 1961 по 1963 рік. Займала різні інші посади в НАСА, зокрема була начальницею відділу астрономії і теорії відносності.
За період роботи в НАСА Ненсі Роман розробила та сформувала бюджет різних програм й організувала вчених для участі в них. Брала участь у запуску трьох орбітальних сонячних обсерваторій і трьох малих астрономічних супутників. Ці супутники використовували ультрафіолетові і рентгенівські технології для спостереження за Сонцем, космосом і небом. Вона також наглядала за запуском інших орбітальних астрономічних обсерваторій, які використовували оптичні та ультрафіолетові вимірювання, разом із Діксоном Ешвортом. До інших її запусків належать чотири геодезичні супутники. Вона розробляла плани для інших невеликих програм, таких як астрономічна ракетна програма, Високоенергетичні астрономічні обсерваторії, зонд-розвідник для вимірювання релятивістського гравітаційного червоного зсуву та інших експериментів для Спейслеб, Джеміні, Аполлона і Скайлеб. Роман працювала з Джеком Гольцом над Малим астрономічним супутником і з Доном Берроубріджем над Космічним телескопом.
Останньою програмою, в якій вона зібрала комітет і де була активно задіяна, був телескоп Габбл. Ненсі Роман працювала над початковим плануванням, зокрема закладанням структури програми. За великий внесок її часто називають «Матір'ю Габбла». «Про це часто забуває наше молоде покоління астрономів, які зробили свої кар'єри з допомогою космічного телескопа Габбл», — говорить Ед Вейлер. «На жаль, за нинішню інтернет-епоху історія забула багато чого, але саме Ненсі в старі часи до інтернету, і до Google, і електронної пошти, і цього всього, допомогла продати ідею телескопа Габбл й організувати астрономів, які кінець-кінцем переконали Конгрес його фінансувати».
Пропрацювавши в НАСА 21 рік, вона продовжила до 1997 року працювати на підрядників, які підтримували Центр космічних польотів Ґоддарда. Роман також була консультанткою в ORI, Inc. з 1980 по 1988 рік.

### Як жінка в науці
Роман зіткнулася з проблемами жінок у науці в середині ХХ століття, як і більшість інших жінок. Навколишні відмовляли її від заняття астрономією і вона була одною з дуже небагатьох жінок у НАСА в той час, зокрема єдиною жінкою на керівній посаді. Вона відвідувала курси під назвою «Жінки в менеджменті» у Мічигані і в університеті штату Пенсильванія, де розповідали про проблеми жінок на керівних посадах. В інтерв'ю 1980 року Роман заявила, що курси були незадовільними і йшлося більше про жіночі інтереси, ніж про жіночі проблеми.

### Дослідження й публікації
Одна з перших публікацій Ненсі Роман була у 1955 році, після її роботи в Єркській і Макдональдській обсерваторіях, в Astrophysical Journal: Supplemental Series — це був каталог зір із високою швидкістю. Вона задокументувала нові «спектральні типи фотоелектричних магнітуд, кольори та спектроскопічні паралакси близько 600 високошвидкісних зірок». У 1959 році Роман написала статтю про виявлення позаземних планет. Роман також відкрила, що зірки з водню і гелію рухаються швидше, ніж зірки, що сформовані з інших, більш важких елементів. Одне з її інших відкриттів полягало в тому, що не всі поширені зірки мають однаковий вік. Це було доведено шляхом порівняння ліній водню спектрів низької дисперсії у зірок. Вона помітила, що зірки з сильнішими лініями рухалися ближче до центру Чумацького Шляху, а інші рухалися більш еліптично і далі від площини галактики. Вона також проводила дослідження та публікувалася на предмет пошуку сузір'їв з позиції 1875.0, пояснюючи, як вона до цього дійшла, та написала статтю про групу Великої Ведмедиці для своєї дисертації.

### Визнання
- Федеральна жіноча премія 1962[11]
- Одна зі 100 найбільш важливих молодих людей за версією журналу Life 1962[15]
- Медаль НАСА «За видатні наукові заслуги» 1969
- William Randolph Lovelace II, American Astronaut Association 1980[11]
- Почесний доктор коледжів Рассела Сейджа, Гуд[en], Бейтс[en] і Свотмор
- Астероїд 2516 Роман названий на її честь
- На її честь названо The Nancy Grace Roman Technology Fellowship in Astrophysics у НАСА[14]
- У 2017 році надійшов у продаж набір Лего «Жінки НАСА», в якому (серед іншого) є міні-фігурки Ненсі Роман, Маргарет Гамільтон, Мей Джемісон і Саллі Райд[20]
- На її честь названо Пошуковий ширококутний Інфрачервоний Телескоп (англ. The Wide Field Infrared Survey Telescope (WFIRST)).

## Подальше читання
- Shearer, Benjamin F. (1997). Notable women in the physical sciences : a biographical dictionary (вид. 1. publ.). Westport, Conn. [u.a.]: Greenwood Press. ISBN 0313293031.